# 시렘군

비엘코폴스카주 지도에 표시된 시렘군의 위치

시렘군(폴란드어: powiat śremski)은 폴란드 비엘코폴스카주에 위치한 군으로 군청 소재지는 시렘이며 면적은 574.41km2, 인구는 58,646명(2006년 기준), 인구 밀도는 100명/km2이다.
북쪽으로는 포즈난군, 북동쪽으로는 시로다군, 동쪽으로는 야로친군, 남쪽으로는 고스틴군, 서쪽으로는 코시치안군과 접한다. 4개 지방 자치체(3개 도시형 농촌, 1개 농촌)를 관할한다.

군기
군 문장